# Гаряча точка (геологія)

Схема, що показує фізичні процеси усередині Землі, які призводять до генерації магми. Часткове плавлення починається вище температури плавлення.

Гаряча точка — у геології район тривалого вулканізму з розплавами мантійного походження.

## Історія терміна
Термін з'явився невдовзі після появи теорії тектоніки плит для пояснення внутриплитного магматизму. Класичним прикладом гарячої точки стали Гавайські вулкани. Від них на північний схід йде підводне пасмо вулканів, що тягнеться до Алеутської острівної дуги, де Тихоокеанська плита зазнає субдукції під Північноамериканську плиту.
Початково для гарячих точок було запропоновано три моделі утворення, проте врешті-решт більшість дослідників зійшлися на тому, що вони виникають над гарячими мантійними потоками — плюмами. Геологи виявили близько 40–50 таких гарячих точок по всьому світу — Гаваї, Реюньйон, Єллоустон, Галапагоси та Ісландія є наразі найактивнішими.

## Загальна характеристика
Більшість вулканічних гарячих точок є базальтовими, потому вони прориваються через океанічну літосферу (наприклад, Гаваї, Таїті). Якщо гаряча точка знаходиться під континентальною корою, базальтова магма закорковується менш щільною континентальною корою, яка нагрівається і плавиться утворюючи ріоліти. Ці ріоліти можуть бути досить гарячим і створювати потужні виверження, незважаючи на їх низький вміст води. Наприклад, Єллоустонська кальдера була утворена одним з найпотужніших вулканічних вибухів в геологічній історії. Проте, коли ріолітова магма повністю вивергнеться, в кінцевому підсумку можливо виверження базальтової магми через той же кратер. На кшталт хребта Ілгачуз в Британській Колумбії, який був створений низкою вивержень трахітів і ріолітів, які перекриті базальтовими лавовими потоками.

## Деякі типи внутрішньоплитного вулканізму
Існують чотири типи лінійних пасом вулканів розташованих у напрямку руху тектонічних пластин.
- Всі вулкани мають один вік, вулканізм обумовлений розломом.
- Вулканізм має не глибинне походження викликаний рифтінгом, наприклад: провінція Басейн і Хребет.
- Вторинні гарячі точки: Вулканізм відбувається на верхній частині плюмової бані поблизу перехідної зони верхньої мантії/межі нижньої мантії. Приклад: гарячі точки над суперплюмами під Французькою Полінезією і Західною Африкою.
- Первинні гарячі точки походять з границі ядро-мантія.[1]

### Приклади
- Центрально-Атлантична магматична провінція (близько 200 млн років)
  - Рифти: Серединно-Атлантичний хребет і Мексиканська затока, відокремлення Південної Америки і Африки відбулося пізніше.
- Екваторіально-Атлантична магматична провінція (139–81 млн років)
  - Рифти: Серединно-Атлантичний хребет і гирло річки Нігер/Бенуе (Бенуе западина).
- Парана і Етендека трапи (близько 132 млн років)
  - Рифти: Серединно-Атлантичний хребет
    - Долина Рібейра, річки Рібейра-де-Ігуапе (на північ від державного кордону: Сан-Паулу/Парана) і закінчується прибл. 25 ° півд.ш..

  - Гаряча точка Гоф/Тристан: хребет Волфіш (на схід від Серединно-Атлантичного хребта), плюмовий хвіст наче б то роздвоюється.
- Деканські трапи (68,5–65 млн років)
  - Рифти: Центрально-Індійського хребет і річка Нармада (Нармада-Сина і Гоп рифт).
  - Гаряча точка Реюньйон: Реюньйон — Чагос — Мальдіви — Лаккадивські острови.

### Порівняння з острівною дугою
Вулканічну гарячу точку не варто плутати з вулканами острівної дуги. Хоча кожна з них має вигляд низки вулканічних островів, острівні дуги утворюються субдукцією тектонічних плит. Коли одна океанічна плита зустрічається з іншою, маюча більшу щільність плита занурюється під менш щільну утворюючи океанічний жолоб. Ця субдукована плита, під час руху зневоднюючись, змушує деякі породи плавитись. Саме це утворило пасмо вулканів, на кшталт Алеутських островів.

## Рух тектонічних плит

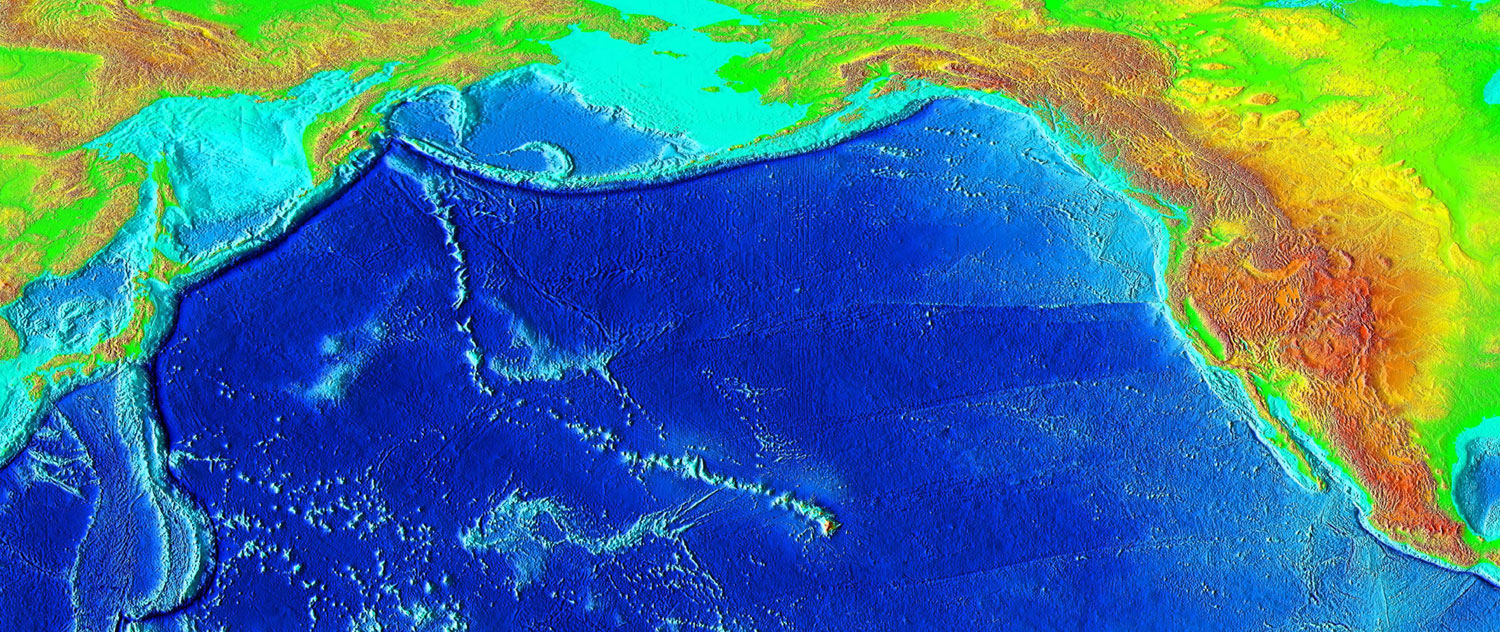
За мільйони років, Тихоокеанська плита пройшла через гарячу точку Гаваї, створюючи слід підводних гір, які прямує через Тихий океан

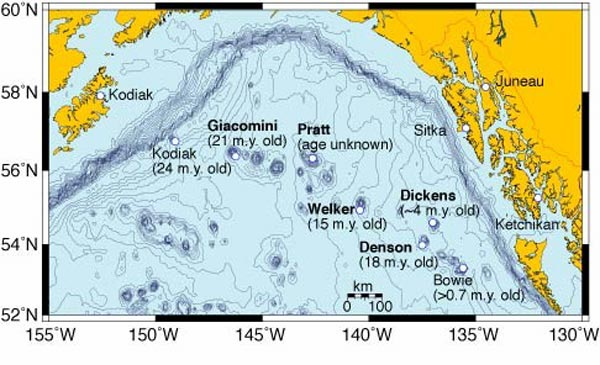
За мільйони років, Тихоокеанська плита пройшла через гарячу точку Боуї, створюючи пасмо підводних гір Кад'як-Боуї в затоці Аляска

Континенти і морське дно дрейфують мантійними плюмами, вулкани гарячої точки, як правило, безпомилково свідчать про їх проходження морським дном або континентальною корою. У разі гарячої точки Гаваї, доказом руху є острови залишені гарячою точкою в мантії Землі. Гаряча точка Єллоустон виникла на Тихоокеанському Північно-Заході США і мігрувала на Колумбійське плато. Деканські трапи Індії вважають результатом дії гарячої точки Реюньйон.
Геологи використовують гарячі точки, щоб відстежувати рух тектонічних плит Землі. Такі гарячі точки настільки активні, що вони записують крок за кроком зміни напрямку магнітних полюсів Землі. Завдяки вивченню лави з низки вивержень на Колумбійському плато, вчені знають, що зміна магнітних полюсів займає близько 5000 років.

## Відомий рух гарячих точок
- Гавайсько-Імператорський хребет (Гавайська гаряча точка)
- Луїсвілль пасмо підводних гір (Луїсвілль (гаряча точка))
- Хребет Волфіш (гаряча точка Гоф/Тристан)
- Код'як-Боуї пасмо підводних гір (гаряча точка Боуї)
- Кобб-Ейкельберг пасмо підводних гір (гаряча точка Кобб)
- Нова Англія пасмо підводних гір в Атлантичному океані (гаряча точка Нова Англія)
- Анахім вулканічний пояс (гаряча точка Анахім)
- Рой радіальних дайок Маккензі (гаряча точка Маккензі)
- Відбиток гарячої точки Великого Метеору (гаряча точка Нова Англія)
- Святої Олени пасмо підводних гір — Камерунська лінія (гаряча точка Святої Олени)
- Реюньйон — Чагос — Мальдіви — Лаккадивські острови (Реюньйон (гаряча точка))
- Гаряча точка Макдональда